# Běchary
Běchary település Csehországban, a Jičíni járásban. Běchary Budčeves, Cholenice, Vršce, Židovice és Chotěšice településekkel határos. Lakosainak száma 269 fő (2024. január 1.).

## Népesség
A település lakosságának változását az alábbi diagram mutatja:
| Lakosok száma | 622  | 699  | 675  | 368  | 264  | 219  | 268  | 281  | 237  | 269  |
|               | 1869 | 1900 | 1921 | 1961 | 1980 | 2011 | 2016 | 2019 | 2021 | 2024 |